# Winds of Torment
Winds of Torment est un groupe de metal extrême français, originaire de Saint-Étienne, en Rhône-Alpes. Formé en 2001, le groupe se composait de Bertrand Arnaud (guitare), Jean-François Wujek (batterie), Hugo (guitare), Alban (basse) et Pierre (chant). Il cesse officiellement son activité en 2012, mais annonce un timide retour au début de 2016.

## Biographie
Winds of Torment est formé en 2001 à Saint-Étienne, en Rhône-Alpes. Après deux années passées à travailler sur des compositions personnelles, le groupe donne son premier concert le 28 mars 2003. Le groupe se lance ensuite dans une série de concerts sur la région Rhône-Alpes notamment en compagnie de groupes comme Benighted, Destinity, Belenos, Anksunamon, Butchery, Cesspit ou Decent, puis en suisse allemande avec Arkahn, Shorts ans Churchbells, ou encore sur les routes françaises avec Killers, Necroblaspheme, et Artefect. Parallèlement, en 2004, Winds of Torment sort son premier album quatre titres auto-produit, The Cells of the Erased, dans le but de démarcher les labels, médias, associations et organisateurs de concerts et de promouvoir sa musique sur le plus grand territoire possible. Elle comprend des titres comme When the Living Feed the Dead, Endless Devotion, The Shores of Sanity et The Glitter in the Eyes.
Le groupe est notamment « démo du trimestre » dans le magazine Metallian, « démo du mois » sur le CD sampler Rock Hard, cinquième du concours Metal Battle Wacken Open Air / Metallian, sélectionné pour le tremplin Rock Hard/Mascot Records, qu'il remportera grâce à un concert à La Locomotive à Paris[réf. nécessaire]. Le groupe signe alors avec le label Mascot Records, et sort son premier album, Delighting in Relentless Ignorance, en 2007. Il comprend les morceaux Devoid of Essence, this Was My Life, Rules Overload, Within the Last Rays, Unspoken Pact, et My Daydream Specters.
En juillet 2008, le groupe publie la chanson The Impaler, issue de l'album Decimate the Weak sortie cette même année, sur leur page MySpace. Jérôme, le guitariste d'origine, prend du recul et est remplacé par Hugo, du groupe Aabsinthe, en 2008. 
En février 2011, le groupe annonce la liste des titres de son futur album. l'album sera intitulé Against the World, et est annoncé pour le 19 avril 2011 au label Century Media Records ; il ne sera pourtant jamais publié. En mars 2011, Xavier quitte le groupe, et est remplacé par le vocaliste d'Aabsinthe, Pierre. Ce nouveau départ sonnera paradoxalement le glas de l'aventure Winds of Torment, les membres décidant alors de changer de style musical, et de fonder le groupe High For a Dive. En 2014, le groupe joue au Chain Reaction à Anaheim avec Bleeding Through. En avril 2016, le groupe annonce timidement un éventuel retour avec des dates de concert et un nouvel album.

## Style musical
Le style musical du groupe peut être qualifié de death/thrash mélodique, avec de nombreuses parties acoustiques, dans la veine de groupes tels Opeth, Testament, In Flames, ou Dark Tranquillity.

## Membres

### Derniers membres
- Jean-François - batterie (2000-2012, 2014, 2016)
- Bertrand « Bert » Arnaud - guitare (2000-2012, 2014, 2016)
- Alban - basse (2001-2012, 2014, 2016)
- Hugo de Villoutreys - guitare (2008-2012, 2014, 2016)
- Pierre Arnoux - chant (2010-2012, 2014, 2016)

### Anciens membres
- Jérôme - guitare (2000-2008)[1]
- Xavier - chant (2001-2010)[1]

## Discographie
- 2004 : The Cells of the Erased (démo)
- 2007 : Delighting in Relentless Ignorance